# Grossdietwil
Grossdietwil est une commune suisse du canton de Lucerne, située dans l'arrondissement électoral de Willisau.

## Monuments et curiosités
L'auberge Löwen, construite en 1810, possède sur ses quatre côtés des pignons avec avant-toits arrondis et lambrissés, trahissant une influence bernoise.